# 圣保罗德雅拉
圣保罗德雅拉（法語：Saint-Paul-de-Jarrat，法語發音：[sɛ̃ pɔl də ʒaʁa]）是法国阿列日省的一个市镇，属于富瓦区。

## 地理
圣保罗德雅拉（42°54'48"N, 1°39'38"E）面积22.51 平方千米，位于法国奧克西塔尼大區阿列日省，该省份为法国西南部内陆省份，西部和北部与上加龙省接壤，东临奥德省，东南至东比利牛斯省接壤，南与安道尔和西班牙接壤。
与圣保罗德雅拉接壤的市镇（或旧市镇、城区）包括：卡兹纳沃-塞尔和阿朗斯、塞勒、弗雷舍内、梅尔屈加尔拉贝、蒙加亚尔、蒙图略、苏拉、普拉约勒。

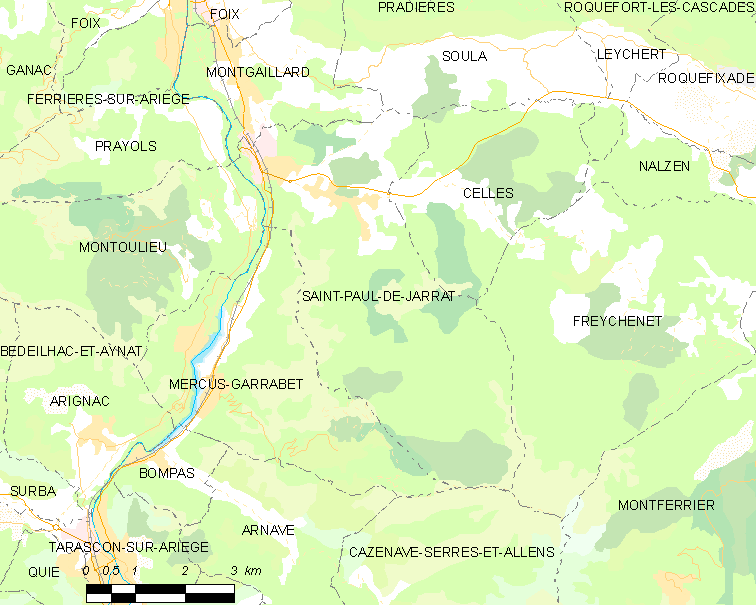
圣保罗德雅拉的OSM定位图

圣保罗德雅拉的时区为UTC+01:00、UTC+02:00（夏令时）。

## 行政
圣保罗德雅拉的邮政编码为09000，INSEE市镇编码为09272。

## 政治
圣保罗德雅拉所属的省级选区为萨巴尔泰斯县。

## 人口

1962-2008年间圣保罗德雅拉人口变化图示

圣保罗德雅拉于2022年1月1日时的人口数量为1354人。